# Essilor
Essilor International S.A. (Euronext:EI) je francouzská společnost, která vyrábí brýlové čočky a přístroje pro oční optiku. Má sídlo v Paříži ve Francii a je kótována na pařížské burze Euronext Paris Stock Exchange. Jako jedna z největších obchodovaných společností v Paříži je součástí akciového indexu CAC 40.
Essilor vyvinul brýlové čočky Varilux, první progresivní brýlové čočky pro korekci presbyopie, které pacientům umožňují ostré vidění do blízka, na střední vzdálenost a do dálky. Společnost vznikla v roce 1972 sloučením optických firem Essel a Silor. Essilor nyní působí ve více než 100 zemích na pěti kontinentech. Jeho činnost je do značné míry zaměřena na výzkum a vývoj. Je největším světovým výrobce brýlových čoček, ovládá trh na všech kontinentech a v Evropě je čtvrtou největší společností v oblasti zdravotnických přístrojů.

## Historie

### 1849–1972: Essel a Silor
Společnost Essel byla založena v Paříži v roce 1849 (tehdy se jmenovala L’Association Fraternelle des Ouvriers Lunetiers) jako malá síť dílen na sestavování monoklů (brýlí do jednoho oka). Koncem 19. a začátkem 20. století se rychle rozrůstala akvizicemi továren v okolí Paříže a ve východní Francii. Brzy společnost Essel rozšířila svou činnost o navrhování obrub a obchodní aktivity. V roce 1955 společnost úspěšně uvedla na trh novátorský design obrub, nazývaných Nylor, které se používají dodnes (v Čechách je známé pod pojmem Vázané brýle). Systém Nylor poprvé použil tenké nylonové vlákno, které obepíná brýlovou čočku a připevňuje se k horní části obruby. Významný průlomový objev přišel v roce 1959 s revolučním vynálezem Variluxu, první progresivní brýlové čočky.
Předtím, než se ze společnosti Silor stal výrobce brýlových čoček, zahájila společnost svou činnost v roce 1931 pod názvem Lissac jako maloobchodní prodejce brýlových čoček a obrub. V roce 1959, ve stejném roce, kdy společnost Essel vynalezl progresivní brýlové čočky, učinila společnost Lissac vlastní důležitý objev: brýlové čočky Orma 1000, vyrobené z lehkého a nerozbitného materiálu – v současné době označované jako plastové čočky.

### 1972–1979: Začátek Essiloru
Po mnoha letech soupeření došlo 1. ledna 1972 ke sloučení společností Essel a Silor ve společnost Essilor, ve své době třetí největší společnost na světě v oboru oční optiky.
První rok existence společnosti Essilor se vyznačuje dvěma významnými událostmi: založením Valoptecu, neobchodní společnosti složené z manažerů – akcionářů, kteří vlastnili polovinu akcií společnosti, a nákupem Benoist-Bethiot, francouzského výrobce brýlových čoček, který se specializoval na výrobu progresivních brýlových čoček.
V polovině sedmdesátých let 20. století se Essilor soustředil na to, aby se z něj stala skutečná skupina společností specializující se na plastové progresivní brýlové čočky. Nejdříve se odprodaly četné pobočky s nesouvisejícím zaměřením, ale v roce 1974 provedla společnost Essilor fúzi Benoist-Bethiot with Guilbert-Routit a založila tak pobočku s názvem BBGR. V roce 1975 byla společnost zapsána na burzu. Inovace společností Essel a Silor, předchůdců společnosti Essilor, vedly v roce 1976 k uvedení brýlových čoček Varilux Orma.
Konec 70. let 20. století se vyznačoval změnou strategie geografické expanze společnosti Essilor. Akvizicí výrobních závodů v USA, Irsku a na Filipínách zahájila společnost Essilor proměnu z převážně exportní společnosti na mezinárodní společnost.

### 1980–1989: Mezinárodní růst
80. léta 20. století začala zesílenou konkurencí. Aby snížila náklady a zlepšila služby, koupila v průběhu čtyř let společnost Essilor čtyři nové závody – v Mexiku, Portoriku, Brazílii a v Thajsku. Ve Francii nové přístroje usnadnily automatizaci výrobního procesu. Došlo k akvizici nebo připojení mnoha distributorů ke společnosti Essilor v Evropě (Norsko, Portugalsko) a Asii (Barma, Indonésie, Japonsko, Malajsie, Singapur, Thajsko a Vietnam).
V USA zastřešila všechny pobočky Essilor of America. Tato celosvětová síť umožnila společnosti Essilor uvést na trh nové brýlové čočky Varilux, v Evropě a v USA označované jako VMD. Do konce 80. let 20. století se ze společnosti Essilor stala vedoucí světová společnost v odvětví výrobků oční optiky.

### 1990–1999: Partnerství a Varilux Comfort
Pro udržení své pozice jako vedoucí světové společnosti Essilor postupně omezoval svou výrobu obrub, aby se mohl soustředit na korekční brýlové čočky. S využitím strategie přidané hodnoty uvedla společnost povrchovou úpravu Crizal, která přinesla odolnost brýlových čoček proti poškrábání, odrazům a znečištění. Essilor rovněž uzavřel partnerství s PPG, americkou společností, a nabídl fotochromatické brýlové čočky Transitions – technologii, která umožňuje, aby brýlová čočka ztmavla nebo zesvětlala podle intenzity okolního světla. Akvizicí společnosti Gentex Essilor mohl uvést polykarbonátové brýlové čočky Airwear – brýlové čočky z lehkého a nerozbitného materiálu. Nakonec byla uvedena čtvrtá generace brýlových čoček Varilux pod označením Varilux Comfort, které jsou dodnes nejvíce prodávanými progresivními čočkami na světě.

### Od roku 2000
Pro společnost Essilor se začátek 21. století se vyznačoval technologickým pokrokem – uvedly se na trh brýlové čočky Varilux Physio, jejichž vlastnosti jsou odvozeny z technologie Twin RX, která kombinuje systém správy vlnoploch pro výpočet optických vlastností brýlové čočky s technologií vysoce přesné výroby, označované jako vyspělé digitální opracování plochy. A nakonec, v roce 2005 vstoupila společnost Essilor na francouzský akciový trh CAC 40.

## Výzkum a vývoj
Výzkumný a vývojový tým společnosti Essilor tvoří 500 výzkumných pracovníků ve 4 centrech, která se nacházejí ve Francii, Japonsku, Singapuru a USA.
Výzkumný a vývojový tým společnosti Essilor ročně vyvine 100 nových patentů, které přidává ke svým 2600 chráněných patentů.
Během let vybudovala společnost Essilor mezinárodní síť partnerů, zejména univerzit, průmyslových seskupení a středně velkých podniků jako jsou PPG Industiies (tvůrce technologie Transitions) a Nikon.

### Metoda dioptrické smyčky
S uvedením brýlových čoček Varilux Comfort v roce 1993 vyvinula společnost Essilor metodu dioptrické smyčky, která umožňuje měřit spokojenost uživatelů. Její součástí je opakování, dokud není pro uživatele dosaženo efektivní řešení. Skládá se z pěti částí:
- Shromáždění fyziologických údajů o uživateli
- Optický design
- Vytvoření prototypu brýlových čoček
- Kontrola měřením
- Klinické testy

### Virtuální realita
Výzkumné oddělení společnosti Essilor se soustřeďuje zejména na kombinovaný vývoj dvou vzájemně se doplňujících disciplín: optika a fyziologie, se zvláštním zřetelem k virtuální realitě. Virtuální realita je účinný nástroj pro simulaci, který umožňuje vnímat a reagovat trojrozměrně pomocí několika smyslů, otevírá rozsáhlé oblasti pro výzkum v oboru oční optiky a umožňuje předpovídat design brýlových čoček se stále lepšími vlastnostmi.
V současnosti výzkumníci využívají pro výzkum nových optických řešení, která lze testovat přímo na uživatelích, systém pro virtuální vizualizaci vybavený algoritmy a modelováním vyvinutým společností Essilor. Simulátor umožňuje měnit optické vlastnosti testovaných čoček, studovat optické efekty a bezprostředně měřit spokojenost uživatele. Za tímto účelem magnetická čidla zaznamenávají pohyby hlavy uživatele a snímky zachycující přesné postavení očí 120krát za sekundu. Po dokončení testů se na základě výsledků doladí vlastnosti příslušných brýlových čoček.
V roce 2008 byly pomocí systému pro virtuální realitu společnosti Essilor navrženy brýlové čočky Varilux Ipseo New Edition.

## O společnosti

### Představenstvo
K 1. září 2008 jsou členy představenstva:
- předseda a CEO (výkonný ředitel) Xavier Fontanet
- hlavní provozní ředitelé (COO) Philippe Alfroid a Hubert Sagnières
- nezávislí členové představenstva Alain Aspect, Michel Besson, Jean Burelle, Yves Chevillotte, Bridget Cosgrave, Philippe Germond, Maurice Marchand-Tonel, Olivier Pécoux and Michel Rose
- a ředitelé pro styk s akcionáři Aïcha Mokdahi, Alain Thomas and Serge Zins

### Výkonný výbor
K 1. září 2008:
- Xavier Fontanet - Předseda a výkonný ředitel (CEO)
- Philippe Alfroid - Hlavní provozní ředitel (COO)
- Hubert Sagnières - Hlavní provozní ředitel (COO)
- Thomas Bayer - Prezident, Latinská Amerika
- Claude Brignon - Podnikový viceprezident, s celosvětovou působností v provozní oblasti
- Jean Carrier-Guillomet - Prezident, Essilor Amerika
- Patrick Cherrier - Prezident, oblast Asie
- Didier Lambert - Podnikový viceprezident, informační systémy
- Patrick Poncin - Podnikový viceprezident, s celosvětovou působností v technické oblasti
- Thierry Robin - Viceprezident, Střední Evropa
- Bertrand Roy - Prezident, oblast Evropa
- Paul du Saillant - Podnikový viceprezident, podniková strategie
- Jean-Luch Schuppiser - Podnikový viceprezident, výzkum a vývoj
- Eric Thoreux - Podnikový viceprezident, strategický marketing
- Laurent Vacherot - Hlavní finanční komisař
- Henri Vidal - Podnikový viceprezident, lidské zdroje
- Carol Xueref - Podnikový viceprezident, Právní záležitosti a vývoj

### Prodej
Podle Výroční zpráva za rok 2008, 95% obratu společnosti Essilor pochází z prodeje brýlových čoček a 5 % z jiných činností, například prodeje přístrojů.
46,2% prodeje společnosti se realizuje v Evropě, 42,3 % v Severní a Jižní Americe a zbývajících 11,5 % v Asii.
| Rok          | 2004  | 2005  | 2006  | 2007    | 2008    |
| ------------ | ----- | ----- | ----- | ------- | ------- |
| Příjem       | 2 203 | 2 424 | 2 690 | 2 908.1 | 3 074.4 |
| Čistý příjem | 244   | 287   | 328   | 366.7   | 382.4   |